# Washington Bullets 1977-1978
La stagione 1977-78 dei Washington Bullets fu la 17ª nella NBA per la franchigia.
I Washington Bullets arrivarono secondi nella Central Division della Eastern Conference con un record di 44-38. Nei play-off vinsero il primo turno con gli Atlanta Hawks (2-0), la semifinale di conference con i San Antonio Spurs (4-2), la finale di conference con i Philadelphia 76ers (4-2), vincendo poi il titolo battendo nella finale NBA i Seattle SuperSonics (4-3).

## Eastern Conference
| Squadra              | V  | P  | %    | GB |
| -------------------- | -- | -- | ---- | -- |
| San Antonio Spurs    | 52 | 30 | 63,4 | -  |
| Washington Bullets C | 44 | 38 | 53,7 | 8  |
| Cleveland Cavaliers  | 43 | 39 | 52,4 | 9  |
| Atlanta Hawks        | 41 | 41 | 50   | 11 |
| Utah Jazz            | 39 | 43 | 47,6 | 13 |
| Houston Rockets      | 28 | 54 | 34,1 | 24 |

## Roster
| \| Pos. \| Num. \| Naz. \| Nome \| Altezza \| Peso \| Data nascita \| Provenienza \| \| ---- \| ---- \| ---- \| ---------------- \| ------- \| ------ \| ------------ \| ----------------------- \| \| A \| 42 \| \| Ballard, Greg \| 201 cm \| 98 kg \| 29-01-1955 \| Oregon \| \| G \| 45 \| \| Chenier, Phil \| 191 cm \| 82 kg \| 30-10-1950 \| UC Berkeley \| \| G/AP \| 10 \| \| Dandridge, Bob \| 198 cm \| 88 kg \| 15-11-1947 \| Norfolk State \| \| G/AP \| 35 \| \| Grevey, Kevin \| 196 cm \| 95 kg \| 12-05-1953 \| Kentucky \| \| A/C \| 11 \| \| Hayes, Elvin \| 206 cm \| 107 kg \| 17-11-1945 \| Houston \| \| G \| 14 \| \| Henderson, Tom \| 191 cm \| 86 kg \| 26-01-1952 \| Hawaiʻi \| \| G \| 15 \| \| Johnson, Charles \| 183 cm \| 77 kg \| 31-03-1949 \| UC Berkeley \| \| A/C \| 25 \| \| Kupchak, Mitch \| 206 cm \| 104 kg \| 24-05-1954 \| North Carolina \| \| C \| 44 \| \| Pace, Joe \| 208 cm \| 100 kg \| 18-12-1953 \| Coppin State \| \| A/C \| 41 \| \| Unseld, Wes \| 201 cm \| 111 kg \| 14-03-1946 \| Louisville \| \| G \| 20 \| \| Walker, Phil \| 191 cm \| 82 kg \| 20-03-1956 \| Millersville University \| \| G \| 32 \| \| Wright, Larry \| 185 cm \| 73 kg \| 23-11-1954 \| Grambling State \| | Allenatore - Dick Motta Assistente/i - Bernie Bickerstaff - John Lally Legenda - (C) Capitano - (FA) Free agent - (S) Sospeso - (TW) Contratto Two-way - (GL) Assegnato a squadra G League affiliata - Infortunato Roster • Transazioni · Ultima transazione: 9 giugno 1978 |                        |                  |         |        |              |                         |
| Pos. | Num. | Naz.                   | Nome             | Altezza | Peso   | Data nascita | Provenienza             |
| A | 42 | Stati Uniti (bandiera) | Ballard, Greg    | 201 cm  | 98 kg  | 29-01-1955   | Oregon                  |
| G | 45 | Stati Uniti (bandiera) | Chenier, Phil    | 191 cm  | 82 kg  | 30-10-1950   | UC Berkeley             |
| G/AP | 10 | Stati Uniti (bandiera) | Dandridge, Bob   | 198 cm  | 88 kg  | 15-11-1947   | Norfolk State           |
| G/AP | 35 | Stati Uniti (bandiera) | Grevey, Kevin    | 196 cm  | 95 kg  | 12-05-1953   | Kentucky                |
| A/C | 11 | Stati Uniti (bandiera) | Hayes, Elvin     | 206 cm  | 107 kg | 17-11-1945   | Houston                 |
| G | 14 | Stati Uniti (bandiera) | Henderson, Tom   | 191 cm  | 86 kg  | 26-01-1952   | Hawaiʻi                 |
| G | 15 | Stati Uniti (bandiera) | Johnson, Charles | 183 cm  | 77 kg  | 31-03-1949   | UC Berkeley             |
| A/C | 25 | Stati Uniti (bandiera) | Kupchak, Mitch   | 206 cm  | 104 kg | 24-05-1954   | North Carolina          |
| C | 44 | Stati Uniti (bandiera) | Pace, Joe        | 208 cm  | 100 kg | 18-12-1953   | Coppin State            |
| A/C | 41 | Stati Uniti (bandiera) | Unseld, Wes      | 201 cm  | 111 kg | 14-03-1946   | Louisville              |
| G | 20 | Stati Uniti (bandiera) | Walker, Phil     | 191 cm  | 82 kg  | 20-03-1956   | Millersville University |
| G | 32 | Stati Uniti (bandiera) | Wright, Larry    | 185 cm  | 73 kg  | 23-11-1954   | Grambling State         |